# Юйцзюлюй Чоуну
Юйцзюлюй Чоуну (кит.: 郁久閭醜奴; д/н — 520) — 11-й жужанський каган у 508—520 роках.

## Життєпис
Старший син кагана Футу. Посів трон 508 року, взявши ім'я Доулофубадоуфа-каган (Каган Освітленого панування). Невдовзі придушив повстання Цю Цзя, вана Гаочана, що намагався здихатися влади жужанів. Першим серед каганів прийняв буддизм. Невдовзі ця релігія поширилася серед правлячої династії та найвищої знаті.
Влітку 510 року відправив посольство на чолі із буддійським ченцем Хунсюанєм до вейського імператора Сюань У-ді, якому подарував статую інкрустовану перлами. У 512 року каган збирався прийняти вейського посланця Ма Ішу, але в цей час імператор помер, тому посол повернувся до себе. У 514 каган відправив посольство до лянського імператора Сяо Яня.
У 516 році почав війну з Гаоцзюйем, якому завдав рішучої поразки і вбив його володаря Мі'єту. Після цього племена тєле знову підкорилися каганату. Того ж року відправив посольства з подарунками до Вей і Лян. У 517 році відправив посольство з багатими дарунками до нового вейського імператора Сяо-мін-ді. Втім у 518 році останній став вимагати більшої вірності жужанського кагана, якого розглядав як васала. Тому 519 року відправив нове посольство з 700 рабами.
Незабаром зі ставки пропав малолітній син кагана Цзухуй і ніхто не міг знайти його. Каган дуже переживав. Шаманка Доухунь Дівань оголосили, що Цзухуй був живим узятий духами на небо і його можна повернути. Каган наказав влаштувати 7-денний молебень і несподівано Цзухуй вбіг в його юрту і сказав, що вже рік він жив на небі. Чоуну наказав Дівані розлучитися з чоловіком Фушенму (йому дали 3 тис. коней і биків) і зробив її своєю дружиною. Невдовзі каган перестав займатися державними справами. Коли Цзухой підріс Хоулюйлін, мати Чоуну, з'ясувала, що історія з небом була вигадана Дівань, а Цзухуй жив у неї в юрті. Чоуну не повірив цьому і незабаром Дівань переконала його стратити Цзухоя. У відповідь Хоулюйлін наказала Цзюйлу задушити Дівані.
В розпал цих подій повстали тєле, що завдали поразки жужанам. 520 року Чоуну вирішив повернутися до своєї ставки і стратити вбивць дружини, але за наказом матері-ханши Хоулюйлін того було вбито жужанськими князями, а його молодший брат Анагуй став новим каганом.

## Девіз панування
- Цзяньчао (始 平) — «Досягнуте процвітання»